# 硬石膏
硬石膏（英語：Anhydrite），又称无水石膏，是一种硫酸盐矿物，化学式为CaSO4。它以正交晶系结晶，具有平行于三个对称平面的三个完美解理。它与重晶石和天青石不同构。明显发育的晶体略稀有，该矿物通常呈现解理块的形式。当暴露于水时，硬石膏很容易通过吸收水而转变为更常见的石膏（CaSO4·2H2O）。这种转变是可逆的，在正常大气条件下，石膏通过加热到200 °C（400 °F）左右形成硬石膏。硬石膏通常与方解石、石盐和硫化物，如方铅矿、黄铜矿、辉钼矿和黄铁矿在矿脉中伴生。

## 产生

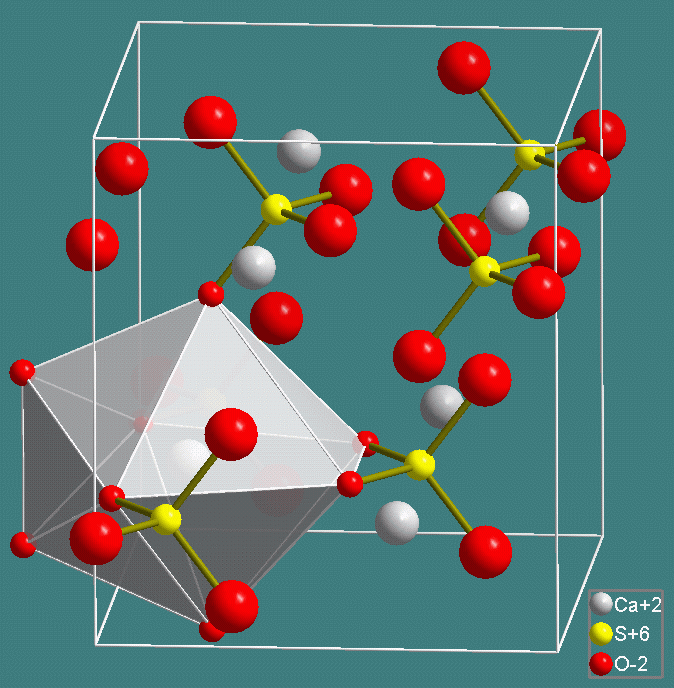
硬石膏的晶体结构

硬石膏最常见于带有石膏的蒸发岩矿床中。例如，它于1794年首次在蒂罗尔州哈尔附近的一个盐矿中被发现。在这种情况下深度很关键，因为靠近地表的硬石膏已通过吸收循环地下水而变成石膏。
从水溶液中，硫酸钙以石膏晶体的形式沉积，但当溶液中含有过量的氯化钠或氯化钾时，如果温度高于40 °C（104 °F），则会沉淀出硬石膏。这是一种人工制备矿物的方法，与自然界中的矿物来源方式相同。这种矿物在盐洼地很常见。